# Afflicted
Afflicted és una pel·lícula de terror de metratge apropiat canadenca del 2013 escrita i dirigida per Derek Lee i Clif Prowse. El seu llargmetratge de debut a la direcció es va estrenar el 9 de setembre de 2013 al Festival Internacional de Cinema de Toronto, on va guanyar una menció especial del jurat a la millor pel·lícula canadenca. Lee i Prowse protagonitzen dos amics l'objectiu dels quals de filmar-se viatjant pel món s'interromp quan un d'ells contrau una malaltia misteriosa.
Afflicted va rebre una estrena al cinema i en vídeo a la carta el 4 d'abril de 2014.

## Argument
Els amics de la infància Clif i Derek decideixen aventurar-se pel món i filmar la seva sèrie web Ends of the Earth. El viatge és l'últim desig de Derek, ja que té una MAV (malformació arteriovenosa cerebral), que podria provocar la seva mort en qualsevol moment.
Clif i Derek s'aturen a Barcelona per trobar-se amb els vells amics Edo i Zach. Durant la seva estada, Derek recull una dona anomenada Audrey. Més tard aquella nit, els altres tres van irrompre a l'habitació de l'hotel de Derek com a broma. El descobreixen sagnant i semiconscient, i sense cap senyal d'Audrey. Tot i que Derek no recorda res de l'atac, suposen que l'Audrey planejava robar-lo. Clif i Derek se separen d'Edo i Zach.
En arribar a Itàlia, Derek es desmaia i dorm tot un dia. L'endemà a la tarda, ell i Clif visiten un restaurant, on Derek vomita el seu menjar. En una vinya, Derek té una reacció extrema a la llum solar i fuig a l'interior cobert de cremades. A l'hotel, Clif intenta calmar en Derek, només perquè en Derek travessi un mur de pedra amb les seves mans nues.
Durant els propers dies, Derek mostra una força, velocitat i agilitat sobrehumanes. Tanmateix, insisteix que no li passa res. En Derek es posa malalt perquè no pot menjar i accepta anar a un hospital.
En el camí, els dos gairebé són atropellats per un cotxe. En Derek es baralla amb el conductor i el passatger enfadats, dominant-los a tots dos. Li llepa la sang de la seva mà. Clif dedueix que Derek contrau vampirisme. La recerca en línia resulta poc útil.
En Derek intenta beure sang obtinguda d'un carnisser, després mata i beu la sang d'un porquet, només per vomitar en ambdues ocasions. Ell i Clif intenten robar una ambulància per buscar sang humana, però no tenen èxit. Derek entra en un estat catatònic. Clif decideix tallar-se el braç per donar sang a Derek, però Derek escapa.
Clif busca i és assassinat per l'ara completament inhumà Derek. En Derek recupera el sentit, s'adona que ho ha fet i es dispara al cap amb una escopeta. No obstant això, el seu cap es cura amb només una lleugera cicatriu. Els agents de l'Interpol arriben per arrestar en Derek, el que l'obliga a escapar amb la bossa de la càmera d'en Clif.
En Derek s'amaga en un magatzem abandonat a París. Revisant les imatges de la seva reunió amb l'Audrey, s'adona que el seu telèfon podria estar a l'hotel on el va mossegar. Recupera el telèfon i envia missatges de text a tots els números de la llista de contactes per atraure algú cap a ell. Rep una resposta d'algú anomenat Maurice que s'ofereix a conèixer-lo en persona. En Derek s'amaga i acompanya en Maurice a un edifici miserable.
A l'apartament d'en Maurice, Derek troba una serra tacada de sang i una antiga fotografia en blanc i negre d'Audrey. Maurice ataca a Derek per darrere, però és dominat i restringit. Maurice coneix a l'Audrey i està amargat perquè l'hagi deixat humà però ha convertit Derek en un vampir. En Derek crea una transmissió en directe de Maurice lligat per atraure l'Audrey. GIGN assalta l'apartament i en Derek és afusellat gairebé mort abans d'entrar en un estat frenètic. Mata a tot l'esquadra i s'escapa.
Audrey visita l'edifici abandonat i ataca a Derek. Ella revela que no hi ha cura per al vampirisme i que s'hauria curat si n'hi hagués. En la baralla següent, l'Audrey domina a Derek i l'insta a alimentar-se cada quatre o cinc dies, no sigui que torni a ser inhumà i es converteixi en una cosa que mata indistintament i diàriament. L'Audrey va triar a Derek perquè s'estava morint i ella pensava que era amable.
Derek publica una entrada final en línia, explicant que mai més podrà contactar amb la seva família. Més tard, es filma alimentant-se d'un home que té pornografia infantil al seu telèfon.
Més tard, un adolescent i dues noies adolescents es colen a una piscina a Itàlia i són atacats. El nen se'n va i troba el cadàver ensangrentat d'una de les noies. Clif, ara també vampir, l'ataca.

## Repartiment
- Derek Lee com a Derek
- Clif Prowse com Clif
- Michael Gill com a Michael Gill
- Jason Lee com Jason
- Gary Redekop com a Gary
- Lily Py Lee com la mare de Derek
- Zach Gray com a Zachary
- Edo Van Breemen com a Edo
- Benjamin Zeitoun com Maurice
- Baya Rehaz com a Audrey
- Ian Hanlin com a Jeff

## Producció
El rodatge es va dur a terme a Barcelona, París, Itàlia i Vancouver amb un pressupost de $318,000. El finançament es va recaptar a través d'una petita subvenció i a través de la família i amics de Prowse i Lee. Afflicted va ser el seu primer llargmetratge, anteriorment només havien creat curtmetratges junts. El concepte original de la pel·lícula es va plantejar inicialment per ser una sèrie web semblant a Lonelygirl15 o Marble Hornets, on tots dos farien publicacions i penjarien vídeos que semblarien normals però que es fan més estranys amb el temps. Pel que fa al concepte, Prowse va comentar que "Al final tindries tots aquests buits perquè finalment els personatges deixarien de penjar coses i després el llargmetratge seria aquesta clau mestra que faria clic al final, que presentaríem." Van triar convertir la malaltia de Derek en vampirisme, ja que consideraven que els vampirs solen estar "molt estilitzats, cinemàtics, sovint melodramàtics i romantitzats a les pel·lícules" i tradicionalment no es filmaven d'una altra manera.
Com que cap dels dos estava familiaritzat amb el rodatge en el gènere de les imatges trobades, Prowse i Lee van trobar que el rodatge era un repte i van comentar que tenien molt respecte pels equips de pel·lícules com The Blair Witch Project i Paranormal Activity. Van comentar que la seva elecció de protagonitzar la pel·lícula va ajudar a facilitar el procés, ja que els va permetre més llibertat per rodar i tornar a rodar escenes. Lee va comentar que el seu paper de "Derek" va ser molt pesant físicament a causa del clima a Itàlia i les exigències del paper.

## Promoció
El tràiler de la pel·lícula destaca per mostrar una selecció de les escenes "diari de viatge" dels personatges en ordre invers: Entrada 206, Entrada 185, Entrada 163, Entrada 151, i així successivament, cada escena suggereix els horrors que van creixent al llarg de la història. Germain Lussier de www.slashfilm.com va escriure: "El tràiler de Afflicted podria ser un dels millors "Hollywood" que s'ha estrenat en molt de temps. A diferència dels tràilers tradicionals, que es presenten de manera lineal, aquest comença al principi, salta fins al final i treballa enrere, mostrant com el viatge de dos amics al voltant del món va terriblement, terriblement malament."

## Recepció
Les ressenyes crítiques de Afflicted han estat majoritàriament positives i a partir del 14 d'octubre de 2019, la pel·lícula té una puntuació del 83% a Rotten Tomatoes basat en 30 ressenyes, amb una puntuació mitjana de 6,70/10. El consens del lloc diu: "No està exempt de tòpics, però Afflicted demostra que encara hi ha vida en el gènere de terror de metratge trobat." We Got This Covered va valorar la pel·lícula favorablement, ja que la pel·lícula no tractava de "zombis, plagues o virus menjadors de carn" i tenia "una fotografia bonica i imatges clares i nítides" en lloc de "cameristes remolins que intenten donar-nos el mal del moviment".

### Taquilla
Durant el seu cap de setmana d'obertura, Afflicted es va estrenar a 44 sales i va recaptar 68.300 dòlars, amb una mitjana de 1.552 dòlars per sala. A partir del 13 d'abril de 2014, Afflicted va recaptar 102.851 dòlars.

### Premis
- Millor primer llargmetratge canadenc - Citació especial del jurat al Festival Internacional de Cinema de Toronto (2013, guanyador)[10]
- Premi als millores efects especials XLVI Festival Internacional de Cinema Fantàstic de Catalunya (2013, won)[11]
- Millor director – pel·lícula de terror a l'Austin Fantastic Fest (2013, guanyat)[12]
- Millor pel·lícula - Funcions de terror a l'Austin Fantastic Fest (2013, guanyat)[12]
- Millor guió - Funcions de terror a l'Austin Fantastic Fest (2013, guanyat)[12]